# 勒卡內
勒卡內（法語：Le Cannet，法語發音：[lə kanɛ]）是法國東南部濱海阿爾卑斯省的一个市镇，位于该省南部，戛纳市区以北，属于格拉斯区。

## 历史
勒卡內在羅馬時代就有人居住了。勒卡內在1778年之前都曾是戛纳的一部份，后單獨設市镇。

## 地理
勒卡內（43°34'34"N, 7°1'7"E）面积7.71 平方千米，位于法国普罗旺斯-阿尔卑斯-蓝色海岸大区滨海阿尔卑斯省，该省份为法国东南部沿海省份，南濒地中海，西南至瓦尔省，西北接上普罗旺斯阿尔卑斯省，北部和东部与意大利接壤。
与勒卡內接壤的市镇（或旧市镇、城区）包括：戛纳、穆然、瓦洛里斯。
勒卡內的时区为UTC+01:00、UTC+02:00（夏令时）。

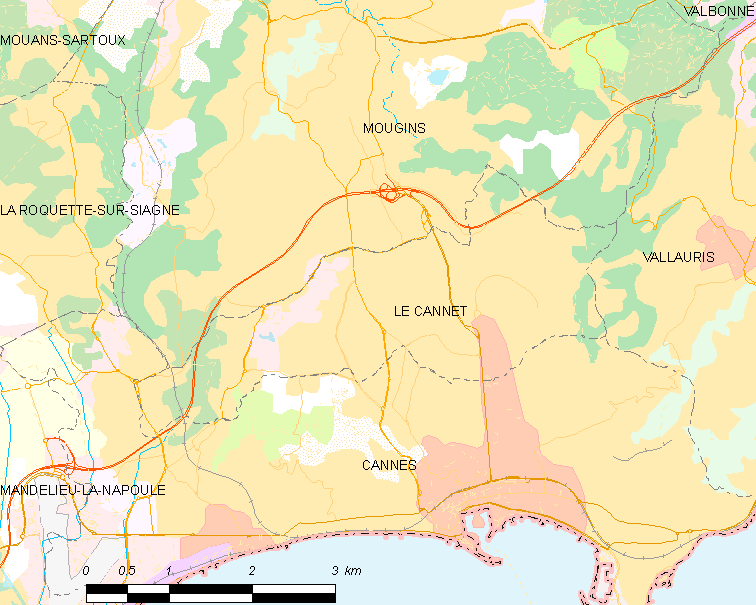
勒卡內的OSM定位图

## 行政
勒卡內的邮政编码为06110，INSEE市镇编码为06030。

## 政治
勒卡內所属的省级选区为戛纳第一县、勒卡内县。

## 人口

1962-2008年间勒卡內人口变化图示

勒卡內于2022年1月1日时的人口数量为40198人。